# Zuzana Doležalová
Zuzana Doležalová (* 12. září 1980 Děčín), rozená Vojtěchová, je bývalá česká snowboardistka, která závodila v alpských disciplínách a ve snowboardcrossu v letech 1999–2010.
Startovala na Zimních olympijských hrách 2010, kde se v paralelním obřím slalomu umístila na 22. místě. Na juniorském světovém šampionátu v roce 2000 dosáhla v paralelním slalomu 4. místa, pravidelně se účastnila i seniorských mistrovství světa, kde je jejím nejlepším výsledkem 11. místo v paralelním slalomu na MS 2003.